# Street Fighter: Resurrection
Street Fighter: Resurrection è una webserie live action statunitense, creata da Joey Ansah nel 2016 per Machinima.com. Sviluppata dal regista, coreografo, scrittore, attore e combattente di arti marziali Joey Ansah, Street Fighter: Resurrection è basato sulla popolare serie di videogiochi Street Fighter di Capcom. Le vicende sono ambientate 10 anni dopo gli eventi di Street Fighter: Assassin's Fist. La webserie è stata rilasciata da Machinima esclusivamente per l'applicazione go90 di Verizon, dal 15 marzo 2016 al 5 aprile 2016 e sul canale youtube di Machinima il 19 dicembre 2016. 
In Italia la serie è stata resa disponibile su TIMvision dal 6 dicembre 2017, in lingua originale e sottotitolata in italiano ma anche in greco.

## Episodi
| n° | Titolo originale | Titolo italiano     | Pubblicazione Francia | Pubblicazione Italia |
| -- | ---------------- | ------------------- | --------------------- | -------------------- |
| 1  | New Challenger   | Una nuova sfida     | 15 marzo 2016         | 6 dicembre 2017      |
| 2  | Fight & Flight   | Lotta e fuggi       | 22 marzo 2016         | 6 dicembre 2017      |
| 3  | Mission Critical | Ad ogni costo       | 29 marzo 2016         | 6 dicembre 2017      |
| 4  | Countdown        | Conto alla rovescia | 5 aprile 2016         | 6 dicembre 2017      |

## Personaggi e interpreti
- Ken Masters, interpretato da Christian Howard.
- Ryu, interpretato da Mike Moh.
- Charlie Nash, interpretato da Alain Moussi.
- Laura Matsuda, interpretata da Natascha Hopkins.
- Decapre, interpretato da Katrina Durden.
- Kolin, interpretato da Amy Olivia Bell.
- M. Bison, interpretato da Silvio Simac.
- Matt Furlong, interpretato da Alexis Rodney.
- Agente Daniels, interpretato da Cengiz Dervis.
- Agente Amari/Mr Aziz, interpretato da Amed Hashimi.

## Produzione
Il 6 dicembre 2015, durante il Capcom Cup, è stato rivelato il trailer di una miniserie e lo sviluppatore, Joey Ansah. Il giorno dopo, l'attore cinematografico Alain Moussi ha annunciato che lui ricoprirà il ruolo di Charlie Nash e che Mike Moh e Christian Howard ricopreranno i rispettivi ruoli di Ryu e Ken Masters. La produzione di Street Fighter: Resurrection è terminata il 15 dicembre 2015.